# Inger Åby
 Karin Inger Åby, född Jarl 7 mars 1938 i Kristianstad, är en svensk regissör, manusförfattare och TV-producent.
Inger Åby har under flera decennier varit verksam som bland annat regissör, producent/bildproducent och manusförfattare på Sveriges Television och även verkat utomlands och med musikdramatiska produktioner på olika scener. Hon har samarbetat med regissören Jan Troell som producent för dennes TV-produktion Gamen (1973). Hon har för SVT också regisserat/skrivit Alf Henriksons Kristina - en drottning begav sig till Rom (1979), Ture Rangströms Gustav III - teaterkung och drömmare (1983) och Sydländska bloss i nordisk vinternatt (1988), samt filmatisering av operorna Kronbruden (1990) och Rucklarens väg med Barbara Hendricks (1995). Som TV-producent/-regissör samarbetade hon bland annat med regissören Göran Järvefelt med överföringar av operaproduktioner från scen: Salome (Vadstena-Akademien 1976) och Barberaren i Sevilla (Kungliga Operan 1977) samt med TV-produktionen av Aristofanes Lysistrate (1981). Hon har också regisserat den utländska filmen Winds of Change, Winds of Love (1987) om kompositörerna Gluck och Antonio Salieri.
För Folkoperan respektive Sörmlands Musik & Teater har hon regisserat operorna Lionardo (om Leonardo da Vinci, musik: Lars Johan Werle, 1988) och Stjärndamm (musik: Kerstin Nerbe, 2000) samt musikalen Jesus Christ Superstar i Eskilstuna 2002.
Hon var gift med naturfilmaren Lars Åby.

## Priser och utmärkelser
Flera av Åbys TV-/filmproduktioner har blivit vida internationellt uppmärksammade och belönats med TV-priset Prix Italia:
- 1979 - Kristina - en drottning begav sig till Rom
- 1983 - Gustav III - teaterkung och drömmare
- 1988 - Sydländska bloss i nordisk vinternatt
- 1995 - Rucklarens väg